# Мехмед-бег Капетановић Љубушак
Мехмед-бег Капетановић Љубушак (Витина, 19. децембар 1839 – Сарајево, 26. јули 1902) био је босанскохерцеговачки публициста, сакупљач народних умотворина, калиграф и политичар.

## Биографија
Мектеб и руждију завршио је у Мостару, а медресу у Љубушком. Овладао је турским, персијским и арапским језиком. Именован је за члана котарског вијећа у Љубушком (1862), за кајмакама у Стоцу (1865. и 1871), Љубушком (1867), Фочи (1874), на крају – у Требињу. Преселио се у Сарајево, поставши начелник сарајевске
општине (1876) и посланик у османском парламенту у Истанбулу (1877). Након аустроугарске окупације БиХ (1878), лојалан новим властима, именован је за члана неколико комисија, затим за савјетника у Земаљској влади за БиХ, а 1884. за члана Градског вијећа Сарајева. Градоначелник Сарајева био је 1893–1899, када се због болести повукао са дужности. Током његовог мандата Сарајево је добило електрично освјетљење и први електрични трамвај. Једини је бег из БиХ коме је аустроугарска власт признала право на тај наслов, уз додатак „von Vitina“. Као један од најистакнутијих заступника идеје бошњаштва, покренуо је лист „Бошњак“, који је излазио 1891–1910. године. Претеча је системског прикупљања муслиманског усменог народног стваралаштва у БиХ. Поред осталог, у збирци Народно благо сакупио је око 5.000 народних пословица, а за неке је дао и објашњења о постанку.

## Важнија дјела
- Што мисле мухамеданци у Босни, Сарајево 1886;
- Народно благо, Сарајево 1888;
- Бој под Бањомлуком године 1737: народна пјесма, Сарајево 1888;
- Будућност или напредак мухамедоваца у Босни и Херцеговини. Намијењено за поуку и оглед некој нашој браћи Бошњацима и Херцеговцима, Сарајево 1893;
- Источно благо 1–2, Сарајево, 1896–1897;
- Сабрана ђела 1–3, Сарајево 1987.